# 抱いて…抱きしめて
「抱いて…抱きしめて」（だいて…だきしめて）は、KIX-Sの5thシングル。1994年9月28日に、アポロン / Dreamixから発売された。

## 背景
表題曲は、アルバム『BODY』の先行シングルで、テレビ朝日系『Jリーグ A GOGO!!』のテーマソングに使用された。
C/W「いつの日か この涙」は、アルバム『MOTHER』からのシングルカット。

## 収録曲
| 全作詞: 浜口司、全作曲: 安宅美春、全編曲: 葉山たけし。 |                                             |        |            |      |
| #                                                      | タイトル                                    | 作詞   | 作曲・編曲 | 時間 |
| 1.                                                     | 「抱いて…抱きしめて」                       | 浜口司 | 安宅美春   | 4:12 |
| 2.                                                     | 「いつの日か この涙」                       | 浜口司 | 安宅美春   | 4:01 |
| 3.                                                     | 「抱いて…抱きしめて」(オリジナル・カラオケ) | 浜口司 | 安宅美春   | 4:12 |
| 合計時間:                                              | 合計時間:                                   | 12:25  |            |      |

## 参加ミュージシャン
- 浜口司 - ボーカル
- 安宅美春 - ギター、コーラス
  - 葉山たけし - ギター、プログラミング
  - 栗林誠一郎 - コーラス